# Флораи
Флораи (порт. Floraí) — муниципалитет в Бразилии, входит в штат Парана. Составная часть мезорегиона Северо-центральная часть штата Парана. Входит в экономико-статистический микрорегион Флораи. Население составляет 5126 человек на 2006 год. Занимает площадь 191,133 км². Плотность населения — 26,8 чел./км².

## История
Город основан 28 ноября 1955 года.

## Статистика
- Валовой внутренний продукт на 2003 год составляет 62 599 122,00 реалов (данные: Бразильский институт географии и статистики).
- Валовой внутренний продукт на душу населения на 2003 год составляет 12 040,61 реалов (данные: Бразильский институт географии и статистики).
- Индекс развития человеческого потенциала на 2000 год составляет 0,771 (данные: Программа развития ООН).

## География
Климат местности: субтропический. В соответствии с классификацией Кёппена, климат относится к категории Cfa.